# Josphat Kiprono Menjo
Josphat Kiprono Menjo (20 augustus 1979) is een Keniaanse langeafstandsloper.
Hij werd op de Afrikaanse kampioenschappen in 2006 vijfde op de 5.000 m en achtste op de 10.000 m. Op het wereldkampioenschappen atletiek 2007 in Osaka behaalde hij de finale waar hij achtste werd in 28.25,67. Deze finale werd gewonnen door de Ethiopiër Kenenisa Bekele in 27.05,90.

## Persoonlijke records
| Onderdeel      | Prestatie | Datum            | Plaats       |
| -------------- | --------- | ---------------- | ------------ |
| 1500 m         | 3.38,40   | 15 juli 2010     | Lappeenranta |
| one mile       | 3.53,62   | 21 augustus 2010 | Joensuu      |
| 2000 m         | 5.05,25   | 16 juli 2008     | Joensuu      |
| 3000 m         | 7.44,15   | 18 juli 2009     | Zaragoza     |
| 2 Eng. mijl    | 8.18,96   | 26 mei 2007      | Hengelo      |
| 5000 m         | 12.55,95  | 18 augustus 2010 | Turku        |
| 10.000 m       | 26.56,74  | 29 augustus 2010 | Turku        |
| 10 km          | 27.04     | 18 april 2010    | Barcelona    |
| 15 km          | 42.50     | 25 april 2009    | Massamagrell |
| halve marathon | 1:01.36   | 24 maart 2018    | Azpeitia     |

## Palmares

### 5000 m
- 2006: 5e Afrikaanse kampioenschappen - 14.07,39

### 10.000 m
- 2007: 8e WK - 28.25,67

### halve marathon
- 2012: 4e halve marathon van Zwolle - 1:02.58
- 2016: 5e halve marathon van Barcelona - 1:03.48
- 2018:  halve marathon van Santa Pola - 1:04.29
- 2018: 4e halve marathon van Azpeitia - 1:01.36